# 社会貢献支援財団
公益財団法人社会貢献支援財団（しゃかいこうけんしえんざいだん）とは、1971年（昭和46年）にモーターボート競走法制定20周年を記念して設立された民間の公益財団法人。「日本顕彰会」として設立された。日本財団の傘下財団として、主に日本財団から助成金の交付を受けている。会長は2014年6月から安倍昭恵。

## 概要
1971年に「日本顕彰会」として設立されて以来、2001年9月に社会貢献支援財団となった後も「社会貢献者」の表彰を行っている。

## 社会貢献者表彰・受賞者や団体
第53回目に、特定非営利活動法人(NPO)チェンジングライフからの推薦で、2010年に神戸弟子教会を設立した元暴力団組員牧師が2011年に設立したNPO法人ホザナハウスが社会貢献者表彰を受賞している。2022年12月に男性は覚醒剤取締法違反で逮捕された。

## 基礎情報
- 所在：東京都港区西新橋一丁目18番6号 クロスオフィス内幸町801
- 設立：1971年5月1日（「日本顕彰会」として）
- 会長：安倍昭恵（2014年6月就任）[2]

「日本顕彰会」時代の歴代会長：
- 堀武夫
- 樋口廣太郎（安倍の前任）